# Il maschio e la femmina
Il maschio e la femmina (Masculin féminin) è un film del 1966 diretto da Jean-Luc Godard. Il titolo italiano comprende una connotazione sessuale piuttosto che sociologica come nelle intenzioni originali del regista (masculin, féminin significa infatti maschile, femminile).
Il sottotitolo "15 fatti precisi" indica l'ambizione di riprodurre la condizione dei giovani nella Francia di metà anni sessanta, i loro miti e i loro problemi di inserimento in una società che sembra solo volerli sfruttare commercialmente.
A causa del ritratto dato della gioventù e del sesso, la pellicola venne proibita ai minori di 18 anni in Francia — "proprio al pubblico a cui era diretto" commentò stizzito Godard — mentre al Festival internazionale del cinema di Berlino venne nominato miglior film dell'anno dedicato al pubblico giovane.

## Trama
Paul, un giovane insoddisfatto del proprio lavoro di magazziniere, si invaghisce di una collega sua coetanea, Madeleine. Entrambi lavorano nella redazione di una rivista per giovani, ma lei ha l'ambizione di sfondare nell'industria discografica.
I due cominciano a frequentarsi. Paul parla sovente di politica, di sfruttamento e alienazione, anche se è uscito dal Partito comunista francese; Madeleine parla soprattutto di musica e amicizie. Lui è chiaramente innamorato, le chiede di uscire, ma sono entrambi imbarazzati a affrontare le cose che davvero li interessano, come l'amore e il sesso.
Paul porta un amico, il sindacalista militante Robert, a conoscere le amiche con le quali Madeleine condivide l'appartamento, Élisabeth e Cathérine: quest'ultima piace a Robert, ma lei ha piuttosto una cotta per Paul, e non crede che il ragazzo sarebbe felice con Madeleine.
Paul è chiaramente innamorato, ma Madeleine prende la cosa senza impegno e pensa al disco 45 giri che sta registrando. I due si muovono sullo sfondo della società dei consumi in rapida trasformazione: l'università, la vita nei caffè, i riti di massa come flipper, bowling, discoteca. Paul continua a fare discretamente la corte alla ragazza, le incide con la propria voce una dichiarazione d'amore su un disco personalizzato. La violenza è latente ovunque, per esempio un uomo per strada minaccia senza ragione Paul con un coltello, poi se lo pianta nel ventre, un altro gli chiede in prestito i fiammiferi e si dà fuoco per protesta contro la guerra del Vietnam.
Esce il 45 giri di Madeleine, ha successo. Paul cambia mansione, si occupa di interviste; in una di queste (intitolata sarcasticamente “Dialogo con un prodotto di consumo”) intervista “Miss Sorriso” Elsa Leroy (nell'originale Mademoiselle 19 Ans) ponendole domande imbarazzanti sulle abitudini sessuali e la contraccezione, alle quali Elsa risponde, e altre sulla politica e il Vietnam che lasciano invece capire i problemi della sua educazione perbenista e disimpegnata, borghese. Sotto questo aspetto Mademoiselle 19 Ans non sembra molto distante da Madeleine. Paul va al cinema con le tre amiche, proiettano un film svedese che sembra una parodia di Ingmar Bergman; indignato perché il proiezionista ha montato sulla macchina il mascherino sbagliato, Paul va a protestare e dice all'uomo che la scelta del regista è vincolante; poi esce indignato dicendo che vuole recarsi in Italia a protestare contro l'abitudine di doppiare i film stranieri.
Robert fa la corte a Catherine e cerca anche di convertirla alla causa operaia. La relazione tra Paul e Madeleine è sempre più frustrante per il ragazzo, soprattutto dopo che lei gli rivela di aspettare un bambino.
Nell'ultima scena le tre ragazze si trovano in una stazione di polizia, e raccontano come Paul sia caduto dal balcone dell'appartamento appena acquistato grazie a un'eredità, dove voleva trasferirsi a vivere sposando Madeleine. Negano che la sua morte sia un suicidio, si è soltanto sporto troppo.

## Produzione
Il film è basato molto liberamente su due racconti di Guy de Maupassant: La donna di Paul (La Femme de Paul), del 1881, e Il cenno (Le Signe), del 1886, quest'ultimo già alla base d'un precedente corto del regista, Une femme coquette.
Il primo trattamento scritto da Godard constava di quattro paginette: si trattava della storia di Lavinia, giovane italiana sposata con un funzionario di governo in visita a Parigi, che dall'iniziale timbro maupassantiano finiva per tingersi poi di de Sade, quando Godard attinge per l'ispirazione anche a La filosofia nel boudoir. Col tempo, il copione venne via via rimaneggiato fino al raggiungere l'assetto narrativo attuale.
Il budget messo a disposizione per le riprese è di 600 000 franchi, un sesto dei quali come compenso per il regista. Durante l'esclusiva parigina, il film è visto da 108 749 spettatori; girato in tre settimane e mezza, diventa un successo mondiale malgrado la censura l'abbia vietato proprio ai giovani, ai quali era dedicato.
Il film contiene riferimenti a varie icone pop e politiche dei tempi, come Charles de Gaulle e André Malraux, James Bond e Bob Dylan, e prosegue nella linea cinematografica godardiana delle tecniche narrative non lineari e spiazzanti. La storia principale viene infatti interrotta numerose volte da svariate sequenze e sottotrame secondarie, slegate totalmente dalla storia.
Godard mette la sua macchina da presa davanti agli attori e li intervista senza avere consegnato un dialogo già preparato, le loro risposte sono immediate proprio perché spontanee.

### Cast

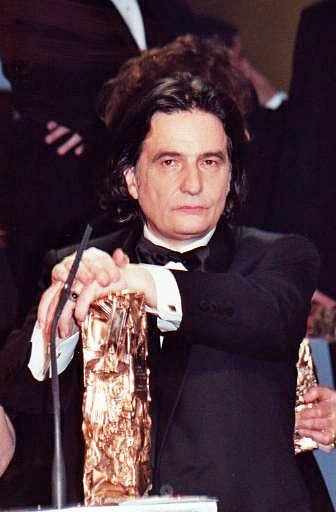
Jean Pierre Léaud nel 2000

In un primo tempo, in linea appunto alla sceneggiatura originale, Godard pensa per i suoi protagonisti a Michel Piccoli, con il quale aveva lavorato molto bene ne Il disprezzo, e all'italiana Marilù Tolo, giunta in quel periodo a Parigi per trovare ingaggi migliori nell'ambito del cinema francese.
Quando però il regista rimette mano al copione, decide di scritturare Jean-Pierre Léaud, all'epoca suo aiutante sui set (dapprima come tuttofare e poi come aiuto regista), per il ruolo del protagonista, volendo infatti rendere il film una specie di sua personalissima aggiunta alla saga di Antoine Doinel, il protagonista - interpretato proprio da Léaud - de I 400 colpi dell'amico François Truffaut (non è un caso se il protagonista, alla fine, viene chiamato proprio Paul Doinel). Truffaut avrà poi da ridire su quest'appropriazione da parte di Godard, che accusò d'aver trasformato il suo Doinel in un figuro triste e nevrotico calato in un contesto narrativo che non gli è proprio congeniale; sarà l'inizio d'un allontanamento graduale tra i due capostipiti della Nouvelle Vague, che culminerà appunto nella brutale e definitiva rottura nel giugno del 1973.
Per il ruolo della coprotagonista Madeleine, Godard invece scrittura la giovane cantante Chantal Goya, all'epoca alla ribalta con un suo 45 giri che è in cima alle classifiche. Al regista, che l'aveva già notata in un film televisivo in cui recitava a fianco di Serge Gainsbourg, viene poi presentata da Daniel Filipacchi, il suo produttore discografico per la Barclay, che è anche il nuovo proprietario dei Cahiers du cinéma, la storica rivista della Nouvelle Vague.
Intanto, Piccoli e Tolo dovrebbero venir comunque ingaggiati per i ruoli dei protagonisti d'un film dentro il film, dal titolo provvisorio di Sourire, e ispirato al Marchese de Sade. Su richiesta della coproduzione svedese, però, il regista sarà costretto a rimetterci mano in corso d'opera, facendolo diventare il film vagamente bergmaniano che Paul e le ragazze vanno a vedere al cinema in svedese sottotitolato (le cui sequenze poi mostrate erano state girate infatti a Stoccolma).

## Accoglienza

### Critica
Masculin féminin è un'opera significativa nella filmografia di Godard degli anni sessanta, e viene considerato dai critici film rappresentativo della Francia e della Parigi dell'epoca (1966).
La citazione più famosa proveniente dal film è il sottotitolo di uno dei capitoli che recita: «Questo film potrebbe intitolarsi "I figli di Marx e della Coca-Cola"»; Godard si guadagna una piccola accusa di misoginia dal momento che i ragazzi protagonisti appartengono alla linea-Marx, le ragazze a quella Coca-Cola: non per colpa loro, dal momento che come recita la voce fuori campo citando proprio Marx «è la struttura sociale che determina il pensiero degli uomini».
(Italo Calvino)

## Riconoscimenti
- 1966 – Festival internazionale del cinema di Berlino
  - Miglior attore a Jean-Pierre Léaud